# アゴスタ級潜水艦
アゴスタ級潜水艦 (Classe Agosta) は、フランスが開発した攻撃型通常動力型潜水艦。フランス海軍のほか、スペイン海軍やパキスタン海軍が導入した。

## 概要
ダフネ級潜水艦に続くフランスの通常動力型潜水艦である。1980年代での乗員数は52名（士官7名、下士官兵45名）であり、省力化はあまり図られてはいなかった。
艦型は水中性能を重視しており、前方寄りにセイルが配置されている。上構は平滑化を図っており、就役当時としては静粛性に優れていた。船殻は完全な複殻式である。航続距離はシュノーケル使用時で8,500海里（9ノット時）と比較的短く、フランス海軍では4隻とも地中海に配備されている。
魚雷発射管からは550ミリと553ミリ魚雷を発射することができた。搭載量は20本と比較的多い。

## 運用

### フランス海軍
4隻を導入した。2001年までに全て退役した。後継はリュビ級原子力潜水艦となった。

### スペイン海軍
ガレルナ級潜水艦として4隻を導入した。2010年代のうちに後継艦となるS-80型潜水艦により更新が始まる予定であったが様々な理由で遅延。更新が行われないまま稼働不能艦が増え、2020年には稼働可能な艦は1隻のみとなった。2024年2月までに2～4番艦が退役し、1番艦「ガレルナ」のみ現役。

### 南アフリカ海軍
2隻をフランスに発注したが、1977年の国連安保理決議418号に基づく国連制裁により、キャンセルされた。

### パキスタン海軍
南アフリカが発注していた2隻を1979年と1980年に導入したほか、改良型のアゴスタ90Bを1999年から2008年に3隻導入した。2021年からソナーや潜望鏡、指揮管制システムの更新などの近代化改修が始まった。

### マレーシア海軍
スコルペヌ型潜水艦の導入にあたり、乗員訓練のためフランス海軍で最後まで就役していたウェッサンを練習潜水艦として2005年から2009年まで運用した。その後、ムラカで記念艦として一般公開している。

## 同型艦
| 運用国                          | #     | 艦名                       | 建造所                  | 起工            | 進水            | 就役            | 退役           | 備考                                                                                                |
| ------------------------------- | ----- | -------------------------- | ----------------------- | --------------- | --------------- | --------------- | -------------- | --------------------------------------------------------------------------------------------------- |
| フランス海軍 · アゴスタ級       | S 620 | アゴスタ Agosta            | DCN シェルブール工廠    |                 | 1977年          |                 | 1998年         | |
| フランス海軍 · アゴスタ級       | S 621 | ベヴェジエ Bévéziers       | DCN シェルブール工廠    |                 | 1977年          |                 | 1998年         | |
| フランス海軍 · アゴスタ級       | S 622 | ラ・プラヤ La Praya        | DCN シェルブール工廠    |                 | 1978年          | 1978年 3月9日   | 2000年         | |
| フランス海軍 · アゴスタ級       | S 623 | ウェッサン Ouessant        | DCN シェルブール工廠    |                 | 1979年          |                 | 2001年         | マレーシア海軍で2005年から2009年まで練習潜水艦として再就役 · その後、ムラカで記念艦として一般公開   |
| スペイン海軍 · ガレルナ級       | S 71  | ガレルナ Galerna           | バサン カルタヘナ造船所 | 1977年 10月5日  | 1981年 12月5日  | 1983年 1月21日  |                | |
| スペイン海軍 · ガレルナ級       | S 72  | シロコ Siroco              | バサン カルタヘナ造船所 | 1978年 11月27日 | 1982年 12月12日 | 1983年 12月7日  | 2012年 6月29日 | |
| スペイン海軍 · ガレルナ級       | S 73  | ミストラル Mistral         | バサン カルタヘナ造船所 | 1980年 5月30日  | 1983年 11月14日 | 1985年 6月5日   | 2020年 6月10日 | |
| スペイン海軍 · ガレルナ級       | S 74  | トラモンターナ Tramontana  | バサン カルタヘナ造船所 |                 | 1984年 11月30日 | 1985年 12月30日 | 2024年2月16日  | |
| パキスタン海軍 · ハシュマット級 | S135  | ハシュマート PNS/M Hashmat | AC Dubigeon             |                 | 1977年          | 1979年2月       |                | 南アフリカ海軍のAstrantとして建造されたが、国連制裁によりキャンセル · パキスタン海軍が取得          |
| パキスタン海軍 · ハシュマット級 | S136  | フルマット PNS/M Hurmat    | AC Dubigeon             |                 | 1978年          | 1980年2月       |                | 南アフリカ海軍のAdventurousとして建造されたが、国連制裁によりキャンセル · パキスタン海軍が取得      |
| パキスタン海軍 · ハリド級       | S137  | ハリド PNS/M Khalid        | DCN シェルブール工廠    |                 | 1998年          | 1999年9月       |                | アゴスタ90B パキスタン海軍向けに近代化して建造                                                      |
| パキスタン海軍 · ハリド級       | S138  | サッド PNS/M Saad          | カラチ造船所            |                 | 2002年          | 2003年12月      |                | アゴスタ90B パキスタン海軍向けに近代化して建造 フランスの協力でパキスタンで建造                     |
| パキスタン海軍 · ハリド級       | S139  | ハムザ PNS/M Hamzaa        | カラチ造船所            |                 | 2006年 8月14日  | 2008年9月       |                | アゴスタ90B パキスタン海軍向けに近代化して建造 パキスタンの技術者によってフランスの援助を受けず建造 |